# Mense capitulaire
La mense capitulaire ou mense canoniale est la part des biens et revenus ecclésiastiques, affectée à l'entretien des chanoines ou des moines, la part de l'évêque ou de l'abbé est la mense épiscopale, et celle du curé ou du desservant est dite mense curiale ou priorale.
La division de la mense capitulaire entre chaque chanoine s'appelle la prébende. Ces revenus devenant insuffisants à partir du XIIe siècle, ils furent complétés par l'adjonction de bénéfices paroissiaux, et des chapellenies aux prébendes canoniales.